# Volta a Catalunya de 1920
La Volta a Catalunya de 1920 fou la quarta edició de la Volta a Catalunya. La prova es disputà en tres etapes, dues d'elles dividides en dos sectors, entre el 25 i el 27 de setembre de 1920, per un total de 607 km. El vencedor final fou el francès José Pelletier, per davant del també francès José Nat i el català Jaume Janer.
Pelletier es convertia d'aquesta manera en el primer ciclista estranger en guanyar la Volta a Catalunya. Dominà la cursa des del primer moment, guanyant totes les etapes a excepció de la darrera en què guanyà el seu company Nat.
Per primera vegada la cursa s'acosta a les comarques gironines, amb un final d'etapa a Olot. Tona i Tarragona també són final d'etapa per primera vegada.
Els ciclistes es queixaren de la poca quantia dels premis a repartir i així ho expressaren als mitjans de comunicació de l'època. Finalment són 35 els ciclistes inscrits en aquesta edició.

## Classificació final
| Pos. | Ciclista          | Temps       |
| 1    | José Pelletier    | 23h 55' 16  |
| 2    | José Nat          | + 20' 12    |
| 3    | Jaume Janer       | + 1h 09' 14 |
| 4    | Marcel·lí Llopis  | + 1h 45' 11 |
| 5    | Guillermo Antón   | + 2h 30' 51 |
| 6    | Bienvenido Torres | + 3h 12' 12 |
| 7    | Jaume Martí       | + 3h 13' 06 |
| 8    | Luis Torres       | + 5h 01' 05 |
| 9    | Conrad Escardó    | + 5h 19' 08 |
| 10   | Manuel Alegre     | + 5h 27' 25 |

## Etapes
| Etapa  | Data           | Recorregut            | km     | Vencedor d'etapa | Líder de la general |
| ------ | -------------- | --------------------- | ------ | ---------------- | ------------------- |
| 1a (A) | 24 de setembre | Barcelona - Olot      | 157 km | José Pelletier   | José Pelletier      |
| 1a (B) | 24 de setembre | Olot - Tona           | 83 km  | José Pelletier   | José Pelletier      |
| 2a     | 25 de setembre | Tona - Lleida         | 181 km | José Pelletier   | José Pelletier      |
| 3      | 26 de setembre | Lleida - Tarragona    | 91 km  | José Pelletier   | José Pelletier      |
| 4      | 26 de setembre | Tarragona - Barcelona | 95 km  | José Nat         | José Pelletier      |

### Etapa 1 A. Barcelona - Olot. 157,0 km
| Resultats de la 1a etapa A \| \| Ciclista \| Temps \| \| - \| -------------- \| ---------- \| \| 1 \| José Pelletier \| 6h 36' 57" \| \| 2 \| José Nat \| + 05' 24" \| \| 3 \| José Saura \| + 09' 23" \| |                |            |
| | Ciclista       | Temps      |
| 1 | José Pelletier | 6h 36' 57" |
| 2 | José Nat       | + 05' 24"  |
| 3 | José Saura     | + 09' 23"  |

### Etapa 1 B. Olot - Tona. 83,0 km
|   | Ciclista       | Temps      |
| - | -------------- | ---------- |
| 1 | José Pelletier | 3h 18' 26" |
| 2 | Jaume Janer    | + 04' 06"  |
| 3 | José Saura     | m. t.      |

|   | Ciclista       |
| - | -------------- |
| 1 | José Pelletier |
| 2 | José Saura     |
| 3 | José Nat       |

### Etapa 2. Tona - Lleida. 181,0 km
|   | Ciclista       | Temps      |
| - | -------------- | ---------- |
| 1 | José Pelletier | 7h 15' 00" |
| 2 | José Nat       | m. t.      |
| 3 | Jaume Janer    | + 38' 09"  |

|   | Ciclista       |
| - | -------------- |
| 1 | José Pelletier |
| 2 | José Nat       |
| 3 | Jaume Janer    |

### Etapa 3 A. Lleida - Tarragona. 91,0 km
| Resultats de la 3a etapa A \| \| Ciclista \| Temps \| \| - \| -------------- \| ---------- \| \| 1 \| José Pelletier \| 3h 33' 48" \| \| 2 \| José Nat \| m. t. \| \| 3 \| Jaume Janer \| + 01' 58" \| |                |            |
| | Ciclista       | Temps      |
| 1 | José Pelletier | 3h 33' 48" |
| 2 | José Nat       | m. t.      |
| 3 | Jaume Janer    | + 01' 58"  |

### Etapa 3 B. Tarragona - Barcelona. 95,0 km
|   | Ciclista       | Temps      |
| - | -------------- | ---------- |
| 1 | José Nat       | 3h 11' 15" |
| 2 | José Pelletier | m. t.      |
| 3 | Jaume Janer    | + 03' 54"  |

|   | Ciclista       |
| - | -------------- |
| 1 | José Pelletier |
| 2 | José Nat       |
| 3 | Jaume Janer    |